# Louise Aston
Wer dies Recht der Persönlichkeit antastet, begeht einen brutalen Akt der Gewalt»
(Louise Aston, Meine Emancipation, Verweisung und Rechtfertigung, Brüssel, 1846, p.7)
Louise Aston, nata Luise Franziska Hoche (Gröningen, 26 novembre 1814 – Wangen im Allgäu, 21 dicembre 1871), è stata una scrittrice tedesca e un'attivista politica, sostenitrice dei diritti delle donne.
È ritenuta una delle donne e delle scrittrici più radicali del Vormärz, sia per la sua attività politica che per le sue scelte di vita personali, oggetto di scandalo per l'epoca. Atea, democratica e repubblicana, criticò il matrimonio fondato sul calcolo economico e sostenne il libero amore. Nella ritrattistica viene spesso rappresentata in uno dei suoi atteggiamenti più provocatori - vestita da uomo, mentre fuma un sigaro - come la francese George Sand, della quale era ammiratrice.
La sua produzione letteraria si concentra tra il 1846 e il 1850; dopo questo periodo, coincidente con il matrimonio con il medico Daniel Eduard Meier (1812-1873), scompare dalla scena pubblica, letteraria e politica.

## Biografia
Nata a Gröningen nel 1814, Louise è la figlia più giovane del teologo protestante Johann Gottfried Hoche e di Louise Charlotte Bening. Rispetto alle altre ragazze del tempo, riceve una buona istruzione, specie nelle lettere e nella musica. All'età di circa 20 anni è costretta dal padre a sposare il ricco industriale Samuel Aston, con il quale va a vivere in Inghilterra. Questo matrimonio, da cui nacque una figlia, dura nove anni. Nel 1839 la coppia divorzia una prima volta; successivamente si risposa, per divorziare definitivamente nel 1844.
Nell'agosto del 1845 Louise si trasferisce con la figlia a Berlino per seguire la carriera letteraria. Inizia qui il periodo del suo maggiore attivismo, politico e letterario: tra il 1846 e il 1850 pubblica le sue opere maggiori; nel 1848 è fra le fondatrici del settimanale rivoluzionario Der Freischärler: für Kunst und sociales Leben, messo fuorilegge dalla polizia dopo pochi mesi. 
A Berlino vive con il poeta e drammaturgo Rudolf Gottschall che le dedica Madonna und Mgdalena: Zwei Liebesithyramben (1845), dei versi ritenuti blasfemi dall'autorità. Frequenta i circoli liberal-democratici e anticlericali del tempo, in particolare il gruppo "Die Berliner Freien", di cui fecero parte i giovani hegeliani Bruno Bauer, Max Stirner, Karl Marx, Friedrich Engels, Ludwig Feuerbach. Nella primavera del 1846, poco prima della pubblicazione del suo primo volume di poesie Wilde Rosen, viene espulsa dalla città per il suo stile di vita anticonformista e libertino, ritenuto immorale e pericoloso per l'ordine costituito. Nello stesso anno, mentre si trova in Svizzera, scrive Meine Emancipation. Verweisung und Rechtfertigung, un saggio di circa 50 pagine diviso in due parti: nella prima Aston racconta dettagliatamente gli eventi che hanno portato al suo arresto e alla sua espulsione da Berlino; nella seconda espone le proprie ragioni, illustra in che modo il governo ha violato le sue libertà individuali e spiega le sue convinzioni personali, come la sua avversione per il matrimonio e per la religione cristiana, sostenendo la "libertà di personalità" e denunciando di abuso di poteri il governo prussiano che l'ha bandita dalla città.
Louise è atea, democratica e repubblicana, promuove l'uguaglianza sociale e sessuale. Ritiene l'istituzione del matrimonio fondata sul calcolo economico, una forma di prostituzione che rende le donne dipendenti dai propri mariti. Parlare d'amore coniugale le risulta poco aderente alla realtà; se mai presente, ritiene che questo sentimento non possa mantenersi a lungo. Queste opinioni, seppur abbozzate e in parte condivise dai nascenti movimenti femminili, non venivano però mai esposte né difese in pubblico. Louise andò anche oltre, sostenendo la liceità delle relazioni sessuali fuori del matrimonio e condannando il sessismo del cristianesimo; per questa ragione venne criticata dal movimento delle donne e dalla società conservatrice, che la bollò come donna di facili costumi, pericolosa per le sue idee immorali.

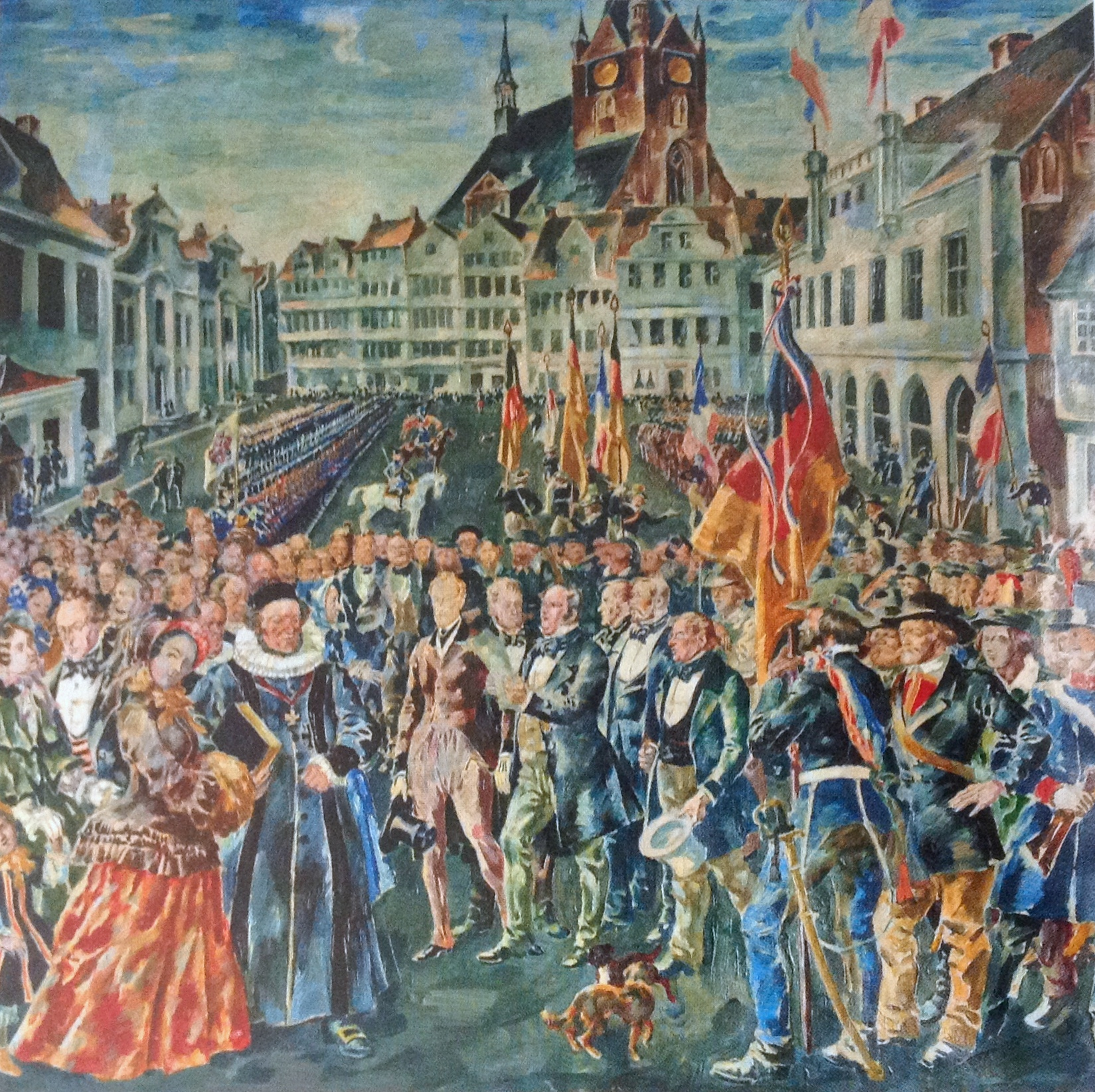
Proclamazione del governo provvisorio dello Schleswig-Holstein, 24 marzo 1848. Dipinto di August Deusser del 1917

Dal 1846 al 1855 Aston è posta sotto la stretta sorveglianza della polizia segreta, viene continuamente spiata, le sue lettere aperte ed esaminate. Nel 1847 pubblica il suo primo romanzo, Aus dem Leben einer Frau, in parte autobiografico (come l'autrice, Johanna, la protagonista del romanzo, è costretta dal padre a un matrimonio di convenienza), in cui denuncia la condizione di diseguaglianza delle donne e le difficili condizioni di vita della classe operaia, in una fase di forte sviluppo del processo di industrializzazione. 
Nello stesso anno lascia la Germania per la Svizzera, dove rimarrà fino ai primi mesi dell'anno seguente. Nel marzo del 1848 fa ritorno a Berlino, dove prende parte all'ondata rivoluzionaria unendosi come infermiera volontaria nel corpo del maggiore tedesco Ludwig von der Tann. Partecipa alla campagna dello Schleswig-Holstein durante la Prima guerra dello Schleswig tra la Danimarca e una coalizione di stati tedeschi. È in questo contesto che conoscerà il suo secondo marito, il medico Daniel Eduard Meier.
A Berlino Aston scrive il romanzo Lydia pubblicato durante la Rivoluzione di marzo e, tra ottobre e novembre, alcuni numeri della rivista Der Freischärler, il primo giornale scritto in difesa dei diritti delle donne, dell'ateismo e della democrazia.
Sul finire del 1848, costretta ad abbandonare Berlino dall'avanzata delle truppe prussiane, si sposta in altre città - Lipsia, Breslavia, Monaco e Zurigo - dalle quali viene però ripetutamente espulsa. Nel corso del 1849 scrive il romanzo Revolution and Conterrevolution, che ha al centro la Rivoluzione del 1848 rappresentata da tre personaggi, assunti a simbolo di tre contrapposti raggruppamenti: Pater Angelicus (la Chiesa cattolica), il principe Lichninsky (l'aristocrazia) e Ralph Naumann (il proletariato). 
L'anno successivo la scrittrice si stabilisce a Brema e porta a compimento la sua ultima opera, la raccolta di poesie Freischärler-Reminiscenzen (1850). Il 25 novembre sposa il medico Daniel Eduard Meier (1812-1873), esponente di un'importante famiglia della città. Restano controverse sia le ragioni di questo matrimonio, sia quelle per cui la coppia, pochi anni dopo, abbandonerà la città.
Dal 1855 Aston e Meier per oltre quindici anni vivranno tra l'Ucraina, la Transilvania, l'Ungheria e l'Austria. Durante questo periodo non si hanno più notizie di Louise sotto il profilo pubblico, letterario e politico; i suoi viaggi e i suoi spostamenti sono legati all'attività del marito, impegnato prima a Odessa, durante la guerra di Crimea come medico militare, con il grado di capitano, poi nel 1858 come medico termale a Kronstadt in Transilvania, e nel 1862 come medico ferroviario vicino a Vienna. Sul finire del 1871 la coppia, stabilitasi in prossimità di Liebenzell nella Foresta Nera, si trasferisce a Wangen, nel Württemberg, vicino al lago di Costanza. 
Louise Aston morirà qui il 21 dicembre 1871, seguita due anni dopo dal marito.

## Temi e Opere

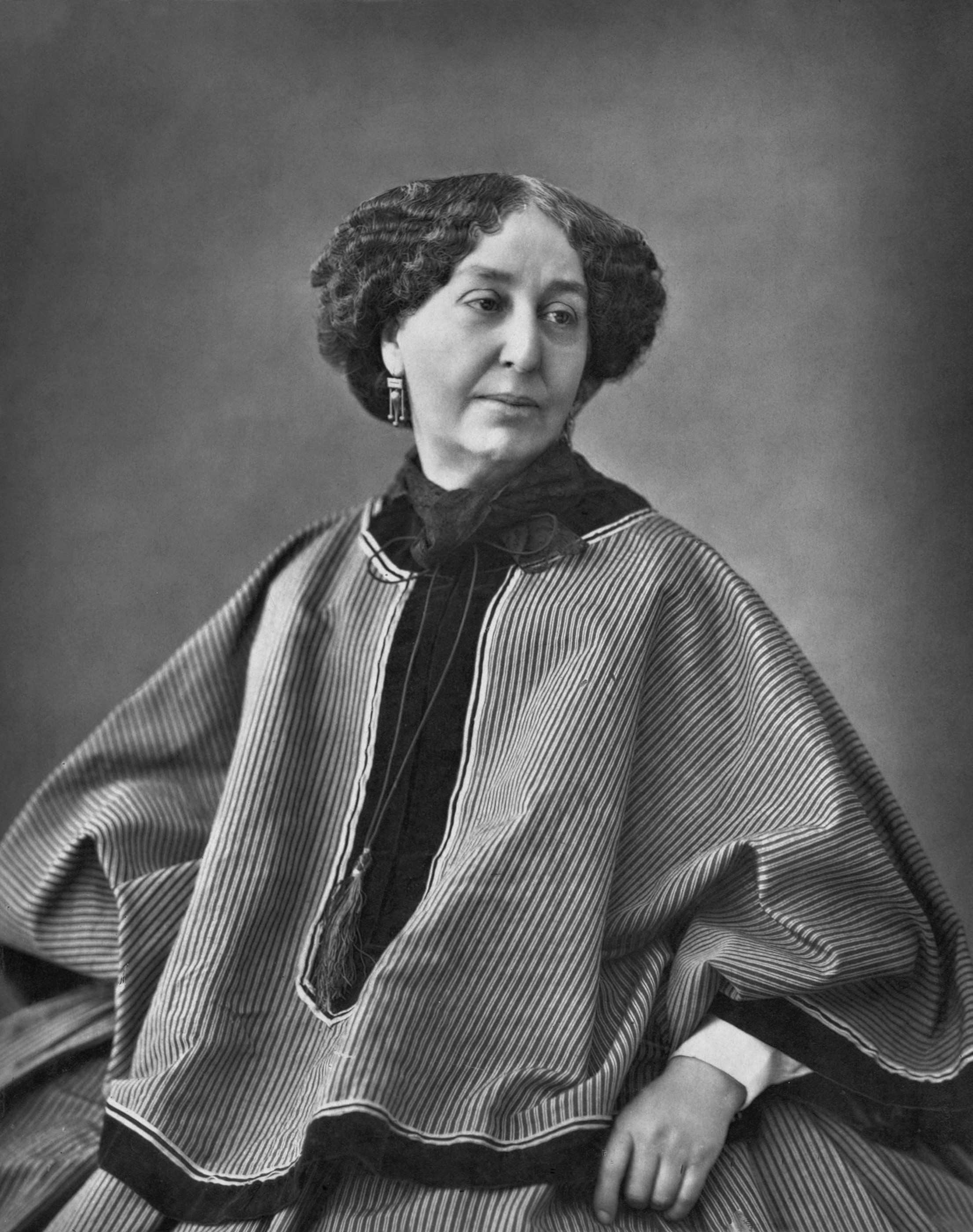
George Sand, 1864

Due temi dominano la scrittura di Aston: la convinzione che le donne al pari degli uomini debbano sviluppare liberamente la loro personalità e le loro attitudini, e l'idea del matrimonio come commercio e non come unione di anime. Ne discende la ricerca di nuovi modelli femminili conformi alle convinzioni politiche dell'autrice. In Revolution und Controrevolution Aston sostiene che l'emancipazione delle donne deve avvenire di pari passo con un'azione di riforme sociali che consentano la redistribuzione della ricchezza e il cambiamento più generale della società. Sia in questo romanzo che in Aus dem Leben einer Frau la scrittrice unisce la denuncia per le diseguaglianze di genere a quella delle dure condizioni di vita e di lavoro della classe operaia.
Accanto alla novità rappresentata da questo approccio sensibile sia alle diseguaglianze di genere che a quelle sociali, è stato rilevato in alcuni studi anche il diverso rapporto fra donne e nazione che Aston avrebbe elaborato rispetto ad altre femministe del tempo. La centralità assegnata dalla scrittrice tedesca alla libera crescita della personalità umana, allo sviluppo di individui autonomi e indipendenti capaci di esprimere le proprie preferenze di vita, è stata messa in relazione alle sue convinzioni politiche liberali e rivoluzionarie, maturate soprattutto nei circoli di Berlino, alla sua strenua opposizione al governo dispotico prussiano, in nome della libertà dei popoli di poter decidere liberamente del proprio destino e di partecipare alla costruzione della futura nazione.
La convinzione di Aston che il modello autoritario prussiano (definito anche come uno stato di "polizia delle coscienze") si fondasse su quello patriarcale eterosessuale cristiano, traendo da esso un sostegno indispensabile, e che - di contro - la libertà di opinione in materia di religione costituisse un corollario irrinunciabile del principio della "libertà di personalità", costituì uno dei motivi principali del suo isolamento nello schieramento emancipazionista: mentre altre femministe come Louise Otto conciliavano le loro rivendicazioni con i principi della fede cristiana, Aston rifiutava sia il modello di matrimonio proposto dal cristianesimo che l'interpretazione sociale dei ruoli maschili e femminili sostenuti da questa religione.
Aston prese le distanze anche dai tradizionali modelli letterari. Diversamente dal titolo scelto per la propria autobiografia da Goethe, riferimento d'obbligo per le scrittrici del tempo, Aus meinem Leben. Dichtung und Wahrheit, Aston non pone l'accento sulla vita di un genio, di un singolo e irripetibile soggetto, ma su una condizione generale: Aus dem Leben einer Frau. Preferendo einer a meinem, intende riferirsi a una donna come rappresentante dell'insieme di tutte le donne del suo tempo: è a questa platea che il romanzo vuole rivolgersi, al fine di sollecitare una presa di coscienza.
I tre romanzi di Aston mescolano elementi autobiografici e spunti di fantasia. Dei due personaggi protagonisti di Lydia e Revolution und Controrevolution, Lydia von Dornthal e Alice von Rosen, la seconda, più della prima, rappresenta una sorta di alter ego della scrittrice, la nuova eroina femminista: una donna emancipata e indipendente che sfida i ruoli di genere prestabiliti, svolge attività politica, indossa abiti da uomo, porta un pugnale, fuma sigari e crede nel libero amore e nell'eguaglianza dei sessi.
Anche nella produzione poetica di Aston è centrale il tema dell'emancipazione femminile: nella sua prima collezione di poesie, Wilde Rosen (1846), l'immagine del matrimonio come prigione o funerale, si alterna a quella della felicità conseguita attraverso l'affermazione della propria libertà, anche sessuale. In particolare, una delle poesie è dedicata alla scrittrice francese e icona dell'emancipazione femminile George Sand.

### Poesie
- 1846. Wilde Rosen : Zwölf Gedichte. Berlin, Moeser und Kühn, 43 p.
- 1850. Freischärler - Reminiscenzen : Zwölf Gedichte. Leipzig, Weller, 27 p.

### Romanzi
- 1847. Aus dem Leben einer Frau. Hamburg, Hoffmann und Campe, vi, 155 p.
- 1848. Lydia. Magdeburg, Baensch, 288 p.
- 1849. Revolution und Contrerevolution. Mannheim, Grohe. 2 v., 506 p.

### Altro
- 1846. Meine Emancipation. Verweisung und Rechtfertigung. Brussels, Vogler, 53 p.